# Helsinki Universitet
Helsingfors Universitet (svensk: Helsingfors universitet; finsk: Helsingin yliopisto; latin: Universitas helsingiensis) er et universitet i Helsingfors/Helsinki, Finland. 
60°10′10″N 024°57′00″Ø / 60.16944°N 24.95000°Ø
Universitetet blev etableret i 1640 som Det Kongelige Akademi i Åbo, og blev flyttet til Helsingfors i 1829. 
Helsingfors Universitet er et internationalt velrenommeret og prestigetungt universitet i internationale rangeringer. Universitetet rangeres jævnligt blandt Nordens top-tre, Europas top-20 og verdens top-100 bedste universiteter.
Det er det ældste og største universitet i Finland med flest videnskabelige discipliner. I 2016 havde Helsingfors Universitet 32.000 studerende og 4.621 videnskabeligt ansatte. 
Universitetet har som Finland to officielle sprog, finsk og svensk, men det meste foregår på finsk. Engelsk er det tredje sprog. Omkring 6,5% af de studerende er svensksprogede (de fleste af dem finlandssvenskere). Ifølge finsk lov skal der være mindst 27 professorater ved universitetet, som varetager den svenske undervisning. Der er omkring det dobbelte.  
Universitetet består af fire campusser. Oprindeligt lå hele universitet i Helsingfors centrum, men som følge af universitetets store vækst siden 1930'erne er udflytning blevet nødvendig. City Campus rummer i dag de fleste samfundsvidenskabelige fakulteter samt administratition. De fleste af bygningerne er af stor arkitektonisk betydning. Kumpula Campus fire km fra centrum rummer naturvidenskab, mens Mejlans Campus i tilknytning til Mejlanshospitalet ligger i bymidten. Endelig rummer Vik Campus 8 km nordøst for centrum de biovidenskabelige fakuluteter. Udenfor fakulteterne står en enkelt enhed: Svenska social- och kommunalhögskolan.
Universitetsbiblioteket var indtil 2010 Finlands nationalbibliotek.

## Fakulteter
Universitet er opdelt i følgende 11 fakulteter:
- Det Teologiske Fakultet (grundlagt 1640)
- Det Juridiske Fakultet (grundlagt 1640)
- Det Medicinske Fakultet (grundlagt 1640)
- Det Humanistiske Fakultet (grundlagt 1640)
- Det Naturvidenskabelige Fakultet (grundlagt 1640)
- Det Farmaceutiske Fakultet (grundlagt 1640)
- Det Pædagogiske Fakultet (grundlagt 1992)
- Det Samfundsvidenskabelige Fakultet (grundlagt 1945)
- Det Jordbrugs- og Skovbrugsvidenskabelige Fakultet (grundlagt 1898)
- Det Veterinærmedicinske Fakultet (grundlagt 1945)